# Черкезія Отар Євтіхійович
Отар Євтіхійович Черкезія (груз. ოთარ ჩერქეზია; 26 вересня 1933, місто Тифліс, тепер місто Тбілісі, Республіка Грузія — жовтень 2004, місто Москва, Російська Федерація) — радянський грузинський державний і партійний діяч. Голова Ради міністрів Грузинської РСР (1986–1989), голова Президії Верховної ради Грузинської РСР (1989). Депутат Верховної ради Грузинської РСР 8—11-го скликань. Депутат Верховної Ради СРСР 7-го та 11-го (з 1986 року) скликань. Народний депутат СРСР (1989—1991).

## Життєпис
Народився у тифліському міському районі Чуґуреті в родині службовця.
Член КПРС з 1955 року.
У 1956 році закінчив Грузинський політехнічний інститут імені Кірова в Тбілісі.
У 1957—1959 роках — завідувач відділу студентської молоді ЦК ЛКСМ Грузії.
У 1959—1961 роках — відповідальний організатор відділу комсомольських органів по союзних республіках ЦК ВЛКСМ, заступник завідувача відділу із роботи серед студентської молоді ЦК ВЛКСМ у Москві.
11 вересня 1961 — лютий 1967 року — 1-й секретар ЦК ЛКСМ Грузії.
У 1967—1970 роках — 1-й секретар Орджонікідзевського районного комітету КП Грузії міста Тбілісі.
У 1970—1973 роках — завідувач відділу науки і навчальних закладів ЦК КП Грузії.
21 лютого 1973 — 19 вересня 1985 року — заступник голови Ради міністрів Грузинської РСР.
19 вересня 1985 — 11 квітня 1986 року — 1-й заступник голови Ради міністрів Грузинської РСР.
11 квітня 1986 — 29 березня 1989 року — голова Ради міністрів Грузинської РСР. Навесні 1987 року зустрічав у Тбілісі Маргарет Тетчер під час її візиту до СРСР.
29 березня — 17 листопада 1989 року — голова Президії Верховної ради Грузинської РСР.
З листопада 1989 по 1991 рік — завідувач відділу Секретаріату Верховної Ради СРСР.
У 1990-х і на початку 2000-х років працював у грузинському посольстві в Москві (Російська Федерація), обіймав посаду посланця. Після виходу на пенсію залишився жити у Росії. Помер у Москві в жовтні 2004 року.
Дочка — Олена Черкезія-Баканідзе (нар. 1968). Онук — Олександр Баканідзе (нар. 1993).

## Нагороди і звання
- два ордени Трудового Червоного Прапора
- орден Дружби народів
- орден Честі (Грузія)
- медалі